# Należność publicznoprawna
Należność publicznoprawna – zgodnie z art. 53 § 26 Kodeksu karnego skarbowego należność publicznoprawna to należność państwowa lub samorządowa, będąca przedmiotem przestępstwa skarbowego lub wykroczenia skarbowego; należnością państwową jest podatek stanowiący dochód budżetu państwa, należność z tytułu rozliczenia udzielonej dotacji lub subwencji lub należność celna, a należnością samorządową – podatek stanowiący dochód jednostki samorządu terytorialnego lub należność z tytułu rozliczenia udzielonej dotacji lub subwencji.
Z kolei po wstąpieniu Polski do Unii Europejskiej należność publicznoprawna zgodnie z art 53 § 26a. Kodeksu karnego skarbowego to także należność stanowiąca przychód budżetu ogólnego Wspólnot Europejskich lub budżetu zarządzanego przez Wspólnoty Europejskie lub w ich imieniu, w rozumieniu wiążących Rzeczpospolitą Polską przepisów prawa Unii Europejskiej, będąca przedmiotem przestępstwa skarbowego lub wykroczenia skarbowego.